# Палтни, Лаура, 1-я графиня Бат
Генриетта Лаура Палтни, 1-я графиня Бат (англ. Henrietta Laura Pulteney, 1st Countess of Bath; 26 декабря 1766 ― 14 июля 1808) — британская аристократка, носила титулы баронессы Бат (с 1792 года) и графини Бат (с 1803 года).

## Биография
Генриетта Лаура была единственным ребёнком в семье сэра Уильяма Палтни, 5-го баронета и его супруги Фрэнсис Палтни, дочери Дэниэла Палтни. Получила домашнее образование, а затем Генриетта Лаура была отправлена в Париж, где воспитывалась в одном из монастырей, в котором её навещали родственницы. После смерти матери в 1782 года Лаура унаследовала её поместья. 
В 1792 году, в возрасте 25 лет, благодаря помощи отца, Лаура получила титул баронесса Бат, но при этом её пытались лишить этого титула, поскольку титул маркиза Бат носил в то время Томас Тинн. Несмотря на это, она сохранила свой титул, а в 1803 году она стала графиней Бат.
В 1805 году после смерти отца она получила большую часть его имущества, другую часть получила её мачеха Маргарет Стирлинг. Скончалась три года спустя, 14 июля 1808 года от чахотки на 42-м году жизни, была похоронена в Вестминстерском аббатстве. После её смерти, поскольку у неё не было детей, титулы перешли в собственность короны.

## Семья
17 июля 1794 года вышла замуж за генерал-майора Джеймса Мюррея-Палтни, брак был бездетным.